# Божко Сергій Віталійович
Сергі́й Віта́лійович Божко́ (1987—2022) — старший солдат Збройних Сил України, учасник російсько-української війни, що загинув під час російського вторгнення в Україну, Герой України з удостоєнням ордена «Золота Зірка» (2023, посмертно).

## Життєпис
Сергій Божко народився 16 серпня 1997 року в селі Гнідинці Варвинського району на Чернігівщині. Після закінчення в 2010 році Кухарської загальноосвітньої школи І—ІІ ступенів чотири роки навчався на кухаря-кондитера в Ладанській філії Прилуцького професійного ліцею. Потім вступив до Національної академії внутрішніх справ, яку в 2017 році закінчив за спеціальністю «правоохоронна діяльність» та отримав спеціальне звання «лейтенант поліції». Він багато читав, захоплювався шахами, мав колекцію шевронів, вивчав бойові мистецтва. З травня 2017 року працював дільничним офіцером поліції в Прилуцькому відділі поліції головного управління Національної поліції в Чернігівській області. Але потім вирішив стати військовиком, як батько. У липні 2018 року вступив на військову службу за контрактом до військової частини А2802. З січня 2020 року перевівся до військової частини А0878, де проходив військову службу за посадою розвідник-сапер. У червні — листопаді 2019 року брав участь у здійсненні заходів із забезпечення національної безпеки і оборони Маріуполя Донецької області. У різні часи був розвідником, сапером, танкістом, матросом. У 2020 році вступив на заочну форму навчання за спеціальністю журналістика до ДЗ «Луганський національний університет імені Тараса Шевченка». У серпні 2021 року підписав контракт з в/ч А0409 і став оператором протитанкового відділення. За пів року до повномасштабного вторгнення підписав контракт з 30-ю ОМБр. У лавах ЗСУ прослужив майже 4 роки, мав 5 військових професій, пишався нагрудним знаком своєї бригади — «dei gratia», що з латини — «Божою милістю». Це був його другий контракт. Служив на посаді оператора протитанкового взводу імені князя Костянтина Острозького. Мав позивний «Серпень». 22 травня 2022 року Сергій Божко зазнав смертельного поранення під час ворожого штурму неподалік Луганського Бахмутського району на Донеччині.
|  | «Він одноосібно зупинив ворожий прорив — це факт. Хлопці приїздили і казали: "Да, дійсно, Серьога — герой! І те, що він зробив — це подвиг!". Він кинувся і зупинив прорив. Хлопці казали, що все було в диму, запустили дрон і побачили, що серед безлічі ворогів, які лежать, був і наш Сергій». |

Похований 25 травня 2022 року в селі Журавка Прилуцького району Чернігівської області

## Родина
У загиблого залишилися батько Віталій та матір Ірина Прокопенко. Власної родини створити не встиг. Його батько — також військовослужбовець ЗСУ, він доброволець із 2014 року. Нині воює.

## Нагорода
- звання Герой України з удостоєнням ордена «Золота Зірка» (8 липня 2023, посмертно) — за особисту мужність і героїзм, виявлені у захисті державного суверенітету та територіальної цілісності України, самовіддане служіння Українському народові[5].